# Niuas

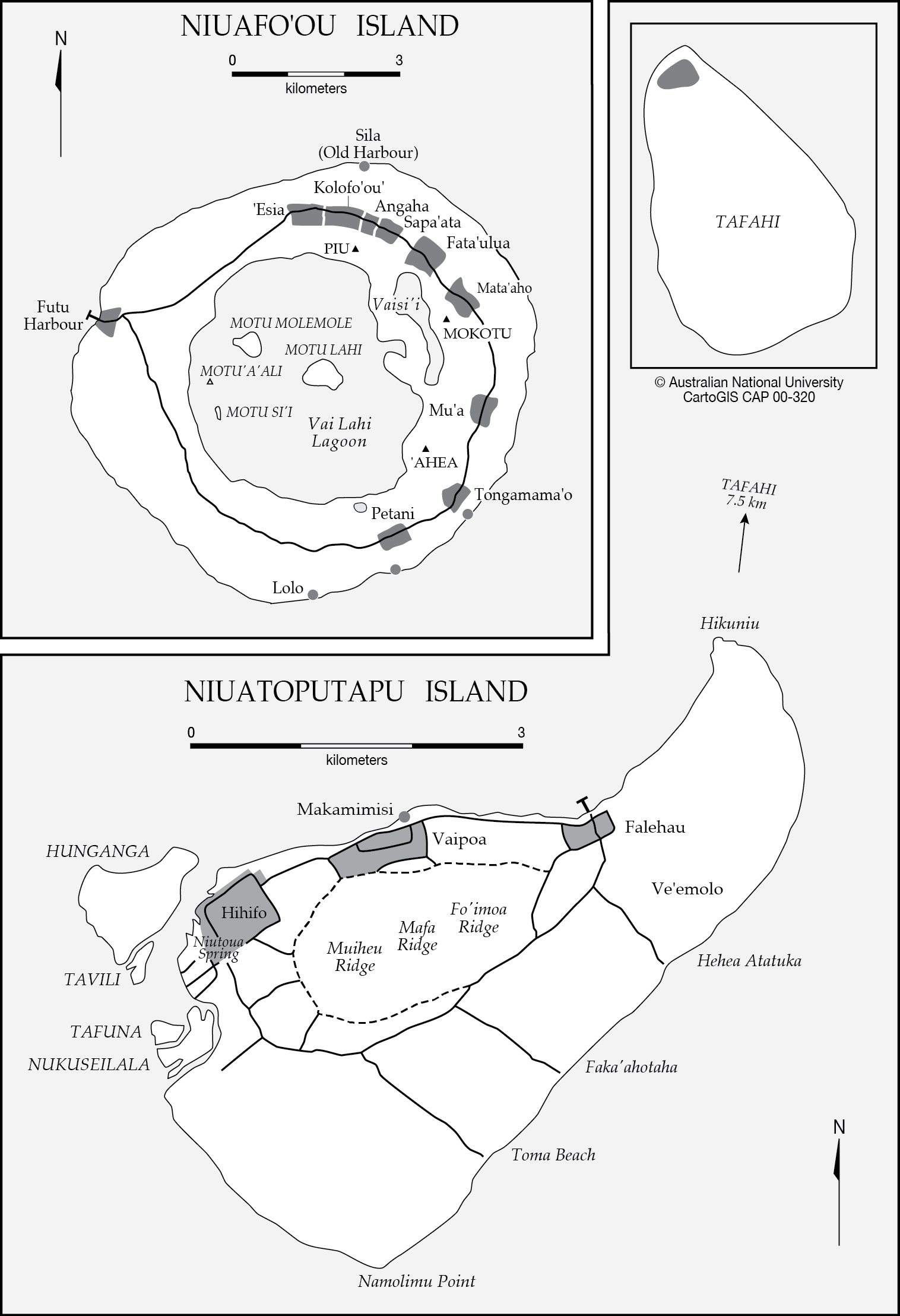
Mapa de las islas Niuas, en la parte Norte de Tonga, sobre el Océano Pacífico.

Niuas es el archipiélago más septentrional y lejano de Tonga. Consta tan sólo de tres islas volcánicas: Niuatoputapu, Niuafo‘ou y Tafahi. Administrativamente es una de las cinco divisiones de Tonga, con capital en Hihifo de la isla Niuatoputapu, pero gobernada desde Nuku'alofa, la capital en Tongatapu.
El nombre «niua» significa 'hoja de palma' e indica la gran cantidad de cocoteros. Es un nombre muy utilizado en diferentes lugares de la Polinesia, significativamente en la isla y estado de Niue.
Las Niuas quedan muy aisladas, con unos enlaces aéreos y marítimos irregulares. No existe turismo y se han mantenido las tradiciones tonganas. Los datos básicos de las islas del grupo son:
| Isla         | Población (1996) | Área (km²) | Densidad | Coordenadas                          |
| ------------ | ---------------- | ---------- | -------- | ------------------------------------ |
| Niuafo'ou    | 735              | 50,27      | 14,6     | 15°36′S 175°38′O / -15.600, -175.633 |
| Niuatoputapu | 1.161            | 18,00      | 64,5     | 16°00′S 173°47′O / -16.000, -173.783 |
| Tafahi       | 122              | 3,42       | 35,7     | 15°51′S 173°44′O / -15.850, -173.733 |
| TOTAL        | 2018             | 71,69      | 28,1     |                                      |

Además, a 38 km al norte de Tafahi, se encuentra el arrecife Curacoa dividido en dos partes separadas 90 m. A 6 km al suroeste del arrecife se encuentra el volcán submarino de Curacoa, y a 10 km más al sur se encuentra el banco Curacoa de 18 m de profundidad.
Las Niuas fueron descubiertas por los holandeses Jacob Le Maire y Willem Schouten en 1616, en el camino de este a oeste entre Rangiroa, en las Tuamotu, y las islas Hoorn, en Wallis y Futuna. La primera isla la bautizaron como Cocos. Es Tafahi, precisamente la única de las tres Niuas que no lleva el prefijo niua.
Mientras estaban negociando llegaron los vecinos de Niautoputapu y les atacaron por sorpresa. Bautizaron esta isla como Verraders Eylandt, isla de los Traidores. Siguiendo su ruta al oeste encontraron la tercera isla, Niuafo'ou, donde esperaban encontrar agua y víveres y la denominaron Goede Hoop, Buena Esperanza, de forma precipitada ya que no encontraron donde fondear.